# Ophiambix meteoris
Ophiambix meteoris är en ormstjärneart som beskrevs av Bartsch 1983. Ophiambix meteoris ingår i släktet Ophiambix och familjen fransormstjärnor. Inga underarter finns listade i Catalogue of Life.